# Melis
Melis ist in verschiedenen Sprachen ein männlicher bzw. weiblicher Vorname sowie ein Familienname.

## Herkunft und Bedeutung
Der Familienname und der männliche Vorname leiten sich von dem Heiligennamen Amelius ab. Der Name Melis wird auch als Ämilius latinisiert und als Variante dieses Namens aufgefasst.
Der weibliche Vorname Melis ist eine türkische Form des Vornamens Melissa (griechisch, „Honigbiene“).

## Verbreitung
Der Vorname Melis ist selten, in den Niederlanden trugen 2006 insgesamt 709 Männer und 121 Frauen den ersten Vornamen Melis. Seit der zweiten Hälfte der 1990er Jahre wird der Vorname Melis in den Niederlanden überwiegend an Mädchen vergeben.

## Namensträger

### Männlicher Vorname
- Melis Myrzakmatov (* 1969), kirgisischer Politiker (engl. Transkription)
- Melis Stoke (~1235–~1305), niederländischer Geschichtsschreiber

### Weiblicher Vorname
- Melis Babadağ (* 1984), türkische Schauspielerin
- Melis Birkan (* 1982), türkische Schauspielerin
- Cemre Melis Çınar (* 1991), türkische Schauspielerin
- Melis Hacic (* 1994), türkische Schauspielerin und Model
- Melis Minkari (* 1998), türkische Schauspielerin
- Melis Özçiğdem (* 1982), türkische Fußballschiedsrichterin
- Melis Sekmen (* 1993), deutsche Politikerin
- Melis Sezen (* 1997), türkische Schauspielerin
- Melis Sezer (* 1993), türkische Tennisspielerin

### Familienname
- Alberto Melis (* 1957), italienischer Journalist und Jugendschriftsteller
- Antal Melis (* 1946), ungarischer Ruderer
- Carmen Melis (1885–1967), italienische Sängerin (Sopran)
- Corrado Melis (* 1963), italienischer Geistlicher, Bischof von Ozieri
- Dorothea Melis (1938–2015), deutsche Modejournalistin
- Efisio Melis (1890–1970), italienischer sardischer Volkssänger
- Ernst Melis (1909–2007), deutscher Redakteur, Vorsitzender des DRAFD e.v.
- Estanislau Arnoldo Van Melis (1911–1998), niederländischer Ordensgeistlicher, Bischof von São Luís de Montes Belos
- Federigo Melis (1914–1973), italienischer Wirtschaftshistoriker
- Fritz Melis (1913–1982), deutscher Bildhauer
- Giovanni Melis Fois (1916–2009), italienischer Bischof
- Guido Melis (* 1949), italienischer Verwaltungswissenschaftler
- György Melis (1923–2009), ungarischer Opernsänger
- Henricus Johannes Melis (1845–1923), niederländischer Maler und Kunstpädagoge
- José Melis (1920–2005), US-amerikanischer Pianist und Bandleader
- László Melis (1953–2018), ungarischer Komponist und Violinist
- Leonardo Melis (* 1949), italienischer Schriftsteller
- Manon Melis (* 1986), niederländische Fußballspielerin
- Marcello Melis (1939–1994), italienischer Jazzmusiker
- Mario Melis (1921–2003), italienischer Politiker
- Martino Melis (* 1973), italienischer Fußballspieler
- Mirella van Melis (* 1979), niederländische Radsportlerin
- Pietrino Melis (1923–2006), italienischer Politiker
- Renate Merkel-Melis (1937–2012), deutsche Historikerin und Editorin
- René Melis (* 1946), niederländischer flämischer Schriftsteller
- Roger Melis (1940–2009), deutscher Fotograf
- Roland Melis (* 1974), Triathlet von den Niederländischen Antillen
- Zoltán Melis (* 1947), ungarischer Ruderer